# جريدة الشارع

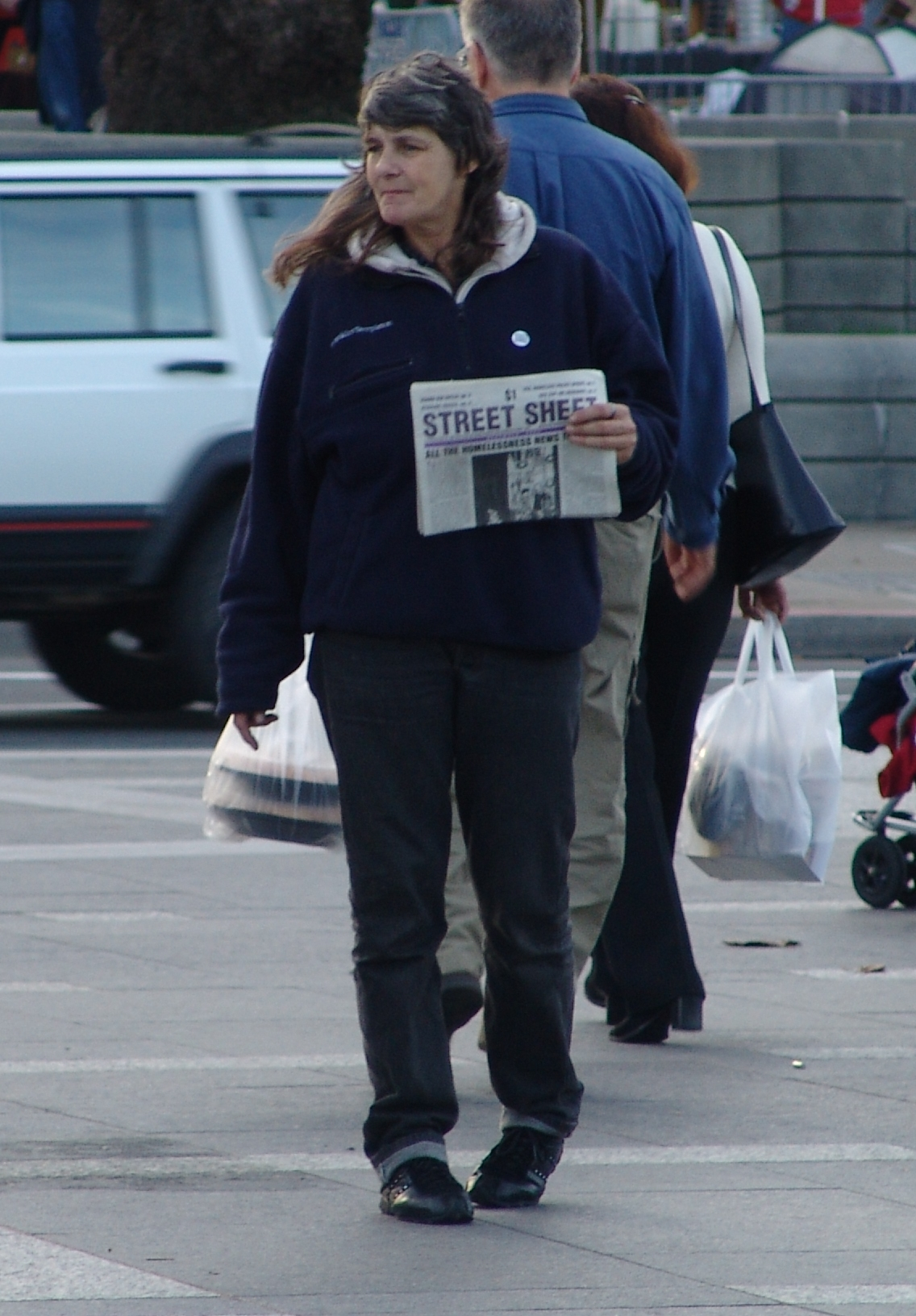

جرائد الشارع (أو صحف الشارع) هي جرائد ومجلات يبيعها الفقراء والمشردون، وتُنتج بشكل أساسي لإعالة تلك الفئة من المواطنين. تقدم معظم هذه الجرائد تغطية حول المشردين والقضايا المتعلقة بالفقر، وتسعى لتقوية الشبكات الاجتماعية ضمن مجتمعات المشردين. تهدف جرائد الشارع لتوفير فرص عمل للأفراد الفقراء والمشردين وتسعى لتكون صوتًا لمجتمعاتهم. ويُساهم المشردون كذلك بتحرير جزء من محتوى تلك الجرائد وإنتاجها إلى جانب بيعها.
في أواخر القرن التاسع عشر وبداية القرن العشرين، حاولت بعض جرائد المنظمات الخيرية والدينية لفت الانتباه لقضايا المشردين، وأصبحت جرائد الشارع شائعة بعد إطلاق صحيفة ستريت نيوز في نيويورك في عام 1989. تُنشر حاليًا صحف مشابهة في أكثر من 30 دولة، يقع أغلبها في الولايات المتحدة وأوروبا الغربية. تدعم الحكومات والجمعيات الخيرية والتحالفات تلك الصحف مثل الشبكة الدولية لصحف الشارع وجمعية جرائد الشارع في أمريكا الشمالية، وعلى الرغم من تضاعف أعداد جرائد الشارع، فأغلبها ما زال يواجه التحديات، ومنها نقص التمويل والموظفين غير الجديرين بالثقة وصعوبة إثارة الاهتمام والحفاظ على الجمهور.
يبيع الأفراد المشردون جرائد الشارع في أغلب الأحيان، لكن تلك الجرائد تتفاوت بالمحتوى الذي تقدمه والتغطية التي تخصها. وبينما يساهم المشردون في كتابة بعض هذه الجرائد وإنتاجها، تمتلك صحف أخرى طاقم عمل احترافيًا وتسعى لمنافسة المطبوعات السائدة. أحدثت هذه الاختلافات نزاعًا بين ناشري جرائد الشارع حول المواضيع التي يجب تغطيتها ومدى مشاركة المشردين في الكتابة والإنتاج. وكانت صحيفة ذا بيج إيشيو -وهي أحد صحف الشارع- محط جدل لتركيزها على جلب القراء بتغطية مواضيع القضايا العامة والثقافة الشعبية، في حين شددت الصحف الأخرى على فقر المشردين والقضايا الاجتماعية وحققت ربحًا أقل.

## تاريخيًا

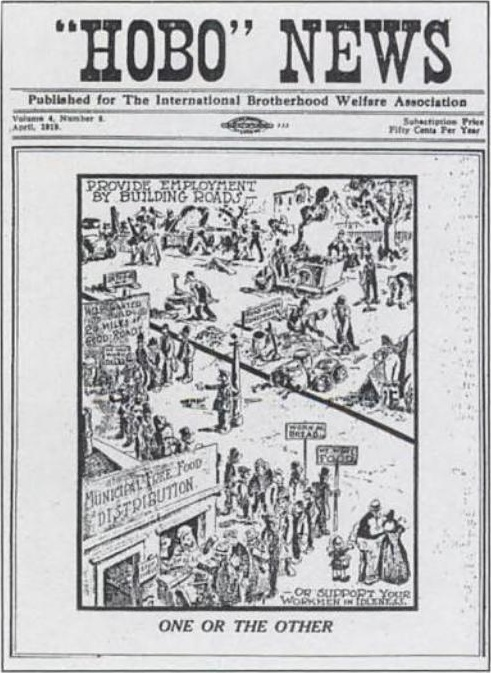
غلاف صفحة شارع 1918.

### الأسس التاريخية
مع أن بداية جرائد الشارع الحديثة كانت في عام 1989 عندما نُشرت صحيفة ستريت نيوز في نيويورك وصحيفة ستريت شيت في سان فرانسيسكو، تعود أصولها لأواخر القرن التاسع عشر حين اعتاد الفقراء والمشردون على بيع الجرائد وتحقيق الدخل من ذلك لجلب الانتباه للقضايا الاجتماعية. ووصف الصحفي الباحث نورما فراي صحيفة وار كراي التي أنشأها جيش الخلاص في لندن عام 1879 بأنها نمط مبكر من «المنشورات المعارضة السرية البديلة»، باع الفقراء آنذاك وضباط جيش الخلاص صحيفة وار كراي للفت انتباه الأشخاص لظروف المعيشة السيئة لأولئك الأفراد. وكانت صحيفة سينسيناتي هوبو نيوز بادرة أخرى لجرائد الشارع الحديثة، وعملت في الفترة 1915 إلى 1930. وضمت كتابات نشطاء في مجال العمل والاجتماع وأعضاء من نقابة العمال الصناعيين في العالم، إلى جانب مساهمين في التأريخ الشفهي والكتابة الإبداعية والأعمال الفنية من العاملين والمتسولين المتجولين. ونُشرت معظم جرائد الشارع قبل عام 1970 وكانت تابعة لمنظمات دينية، مثل صحيفة ذا كاثوليك ووركر (أُنشئت في عام 1993). كما هو الحال في صحف العمال الإعلام البديل في أواخر القرن التاسع عشر وبدايات القرن العشرين، وأُنشئت جرائد الشارع غالبًا لإيمان مؤسسيها بأن أخبار الإعلام الرئيسية لم تُغطي القضايا المرتبطة بالأشخاص العاديين.

### جرائد الشارع الحديثة
بدأت جرائد الشارع الحديثة بالظهور في الولايات المتحدة في أواخر ثمانينيات القرن الماضي كاستجابة لزيادة مستويات التشرد واستياء مناهضي التشرد من وصف وسائل الإعلام الرئيسية للتشرد. في ذلك الحين، وصفت وسائل الإعلام المشردين بأنهم جميعًا مجرمون ومدمنو مخدرات، وأشارت إلى أن السبب الرئيس للتشرد هو الكسل وليس العوامل الاجتماعية أو السياسية. فكانت مواجهة تغطية وسائل الإعلام الحالية السلبية للأشخاص المشردين أحد دوافع إطلاق أول جريدة شارع.
أُنشئت صحيفة ستريت نيوز أواخر عام 1989 في مدينة نيويورك، ويُستشهد بها مرارًا كأول جرائد الشارع الحديثة. في وقت كانت تُنشر فيه العديد من الصحف الصغيرة عند تأسيسها، جذبت صحيفة ستريت نيوز معظم الانتباه وأصبحت «حافزًا» للعديد من الصحف الأخرى. استُحدثت المزيد من جرائد الشارع في أوائل تسعينيات القرن الماضي، مستوحيةً إلهامها من صحيفة نيويورك رفيعة المستوى، مثل صحيفة سبير تشينج نيوز في بوسطن والمؤسسة عام 1992. خلال تلك الفترة، نشرت جرائد الشوارع بمتوسط خمس صحف سنويًا. ساهم هذا النمو في تغيير المواقف والسياسات نحو الأفراد المشردين وسهولة النشر التي تقدمها أجهزة الحاسوب المكتبية. بعد عام 1989، انتشر ما يزيد عن 100 صحيفة في 30 دولة. وبحلول عام 2008، قُدّر عدد قراء جرائد الشارع نحو 32 مليون شخص، وساهم فيها نحو 250000 من الفقراء والمحرومين أو المشردين وعملوا على بيعها.
بدأت جرائد الشارع في العديد من المدن الكبرى حول العالم، وبشكل رئيسي في الولايات المتحدة وأوروبا الغربية. انتشرت خاصة في ألمانيا حيث احتوت بحلول عام 1999 على عدد من جرائد الشارع أكثر من عددها في أوروبا مجتمعة، وفي عام 2006، حصلت كل من صحف ألوما وسيتراهوم ستلم وفاكتوم الشارع في السويد ومثلها على الجائزة الكبرى للصحافة من جمعية الناشرين السويدية. فضلًا عن ذلك، أطلقت جرائد الشارع في بعض مدن كندا وأفريقيا وجنوب أمريكا وآسيا. وفي الولايات المتحدة نُشرت بعض جرائد الشارع بلغات غير الإنجليزية مثل صحيفة شيكاغو بلينجوال هاستا كواندو.
في منتصف تسعينيات القرن الماضي، أُنشئت الائتلافات لتعزيز حركة جرائد الشارع، مثل الشبكة الدولية لصحف الشارع (أُسست عام 1994) وجمعية جرائد الشارع في أمريكا الشمالية (أُسست عام 1997) وهدفت لتقديم الدعم لجرائد الشارع و«تأييد المعايير الأخلاقية.» أطلقت الشبكة الدولية لصحف الشارع بشكل خاص لمساعدة المجموعات المؤسسة لجرائد الشارع، ولفت انتباه وسائل الإعلام الرئيسية لحركة جرائد الشارع في تسعينيات القرن الماضي، بالإضافة إلى دعم التفاعل والحديث المتبادل بين ناشري صحف الشارع وموظفيها من مختلف الدول. وصوتت كل من الشبكة الدولية لصحف الشارع وجمعية جرائد الشارع في أمريكا الشمالية على جمع جهودهما في عام 2006، فتعاونتا لتأسيس خدمة أخبار الشارع، وهو مشروع يجمع المقالات من صحف الأعضاء ويحفظها على الإنترنت. وكذلك شُكل تآلف صحف الشارع الوطني في أوروبا (يوجد تآلف وطني في إيطاليا، ومجموعة إعلام الشارع في هولندا).

## الوصف
تمتلك معظم جرائد الشارع ثلاثة أهداف رئيسية:
- توفير مصادر الدخل ومهارات العمل للمشردين والأفراد المهمشين، الذين يعملون باعة لتلك الصحف وغالبًا ما يساهمون فيها.
- توفير التغطية للقضايا المتعلقة بالتشرد والفقر وتثقيف عموم الناس حولها.
- تأسيس الشبكات الاجتماعية في مجتمعات المشردين وبين الأفراد المشردين ومقدمي الخدمات.

تتمثل الخصائص المميزة لجرائد الشارع بأن الأفراد المشردين والمهمشين هم من يبيعونها. وتهدف العديد من جرائد الشارع لتوفير تغطية للقضايا الاجتماعية وتثقيف العامة حول التشرد، وغالبًا ما يتمثل الهدف الثانوي لها في دعم التضامن مع الباعة المشردين والتعبير عنه، عوضًا عن قراءة الصحيفة.
الدراسات الإحصائية السكانية الدقيقة لقراء جرائد الشارع غير واضحة. لكن مجلة ستريت وايز في شيكاجو أجرت إحصائيتان في العام 1993، واستنتجت أن قراء الصحف في ذلك الوقت هم من المتعلمين الجامعيين غالبًا، وبنسبة تزيد عن النصف من الإناث وغير المتزوجين.

### الإدارة والأعمال
تعمل معظم جرائد الشارع عن طريق بيع الصحف للباعة المشردين بنسبة بسيطة من سعر التجزئة (عادة ما بين 10% و50%)، وتُباع الصحف بعد ذلك بسعر التجزئة ويحصل الباعة على جميع الأرباح من مبيعات الشارع. يهدف الدخل الذي يكسبه الباعة من المبيعات لإعانتهم على «الوقوف مجددًا على أقدامهم». والجدير بالذكر أن شراء الباعة الصحف مقدمًا وكسب المال عن طريق بيعها يهدف إلى تطوير المهارات في الإدارة المالية. ويمكن التعرف على الباعة عن طريق شاراتهم أو حقائب ساعي البريد. وتطالبهم العديد من الصحف بتوقيع وثيقة لقواعد السلوك أو لتسوية أفعالهم.
السواد الأعظم من باعة جرائد الشوارع في الولايات المتحدة والمملكة المتحدة أفراد مشردون، في حين يبيع اللاجئون بشكل رئيسي تلك الصحف في دول أخرى (خاصة في أوروبا). مع ذلك ليس جميعهم من المشردين، فبعضهم يستقرون في منازل دون إمكانية الحصول على وظائف، في حين بدأ آخرون وهم مشردون، ثم تمكنوا أخيرًا من إيجاد منازل من دخل المبيعات. وبشكل عام، لا تطلب معظم جرائد الشارع الأمريكية من الباعة إثباتًا لتشردهم أو فقرهم، ومنذ عام 2008 ازداد عدد الباعة من «أصحاب الحاجة حديثًا» الذين أصبحوا مشردين مؤخرًا، أو ممن يواجهون مصاعب مادية مؤقتة، لكن يشكل المشردين بشكل مزمن الأغلبية العظمى من الباعة. ويتميز أولئك الباعة بكونهم متعلمين ويمتلكون خبرة عمل موسعة، لكنهم فقدوا وظائفهم في الأزمة المالية عام 2008.
تبدأ صحف الشارع بطرق مختلفة. على سبيل المثال، يؤسس المشردون بعضها مثل صحيفة ستريت سينس، بينما تبدأ الصحف الأخرى عن طريق المشاريع المحترفة، وتحصل العديد من الصحف على الدعم، خاصة في الولايات المتحدة من الحكومة المحلية والجمعيات الخيرية والائتلافات مثل الشبكة الدولية لصحف الشارع وجمعية جرائد الشارع في أمريكا الشمالية التي قدمت ورشات العمل والدعم لصحف الشارع الجديدة. تطورت بعض الصحف بالأساليب القديمة بدءًا بالعمل التطوعي والقادمين الجدد في قطاع الإعلام، ثم نمت تدريجيًا لتضم المحترفين. وفي معظم الصحف، تأتي غالبية الأرباح العظمى من المبيعات والتبرعات والإعانات الحكومية، ويحصل بعضها على أرباح الترويج من الأعمال المحلية. اختلف ناشرو صحف الشارع وداعميها حول ما إذا كان يجب أن تقبل الصحف الترويج، وجادل البعض بأن الترويج يساعد في دعم الصحيفة، وزعم آخرون أن العديد من الإعلانات غير ملائمة في صحيفة موجهة أساسًا نحو الفقراء.
تختلف نماذج عمل جرائد الشارع بشكل واسع، فتتراوح بين الصحف التي يديرها الباعة وتحتل القيمة الأعلى في تمكين المشردين والصحف الأسبوعية ذات المستوى الاحترافي والتجاري العالي. وتدير بعض الصحف (وخاصة في أوروبا) أعمالًا مستقلة، في حين تعمل أخرى كأجزاء من منظمات أو مشاريع حالية. ويوجد العديد من الصحف الناجحة مثل صحيفة ذا بيج إيشيو الواقعة في المملكة المتحدة، والتي باعت في عام 2001 نحو 300000 نسخة أسبوعيًا وحققت أرباحًا تعادل مليون دولار، لكن العديد من الصحف تبيع ما لا يقل عن 3000 نسخة شهريًا، ولا تحقق إلا أرباحًا صغيرة.